# سامی آقا
سامی آقا (انگلیسی: Sami Agha؛ زادهٔ ۱۷ ژوئن ۱۹۸۹) بازیکن کریکت اهل افغانستان است.